# 釈宗演
釈 宗演（しゃく そうえん、安政6年12月18日（1860年1月10日） - 大正8年（1919年）11月1日）は、明治・大正期の臨済宗の僧。若狭国（現・福井県）大飯郡高浜村（現在の高浜町）の生まれ。出家前は一瀬常次郎。号は洪嶽、楞伽窟、不可往。
日本人の僧として初めて「禅」を「ZEN」として欧米に伝えた禅師として、よく知られている。

## 生涯

### 出生から妙心寺時代
1860年1月10日（旧暦 安政6年12月18日）、現在の福井県大飯郡高浜町の農家に生まれた。一瀬吾右衛門の二男で、幼名は常次郎。幼児から峻烈豪放で、人に下るということを好まなかった。
1870年、10歳（数え年で12歳）の時、一瀬家の親戚筋に当たり福井県出身である京都妙心寺天授院の越渓守謙が帰郷し、越渓の母の92歳の祝いを終えて京都に帰る際、兄の勧めにより、常次郎は僧侶になるべく越渓に預けられた。
常次郎は越渓のもとで得度した。越渓はその頃、天授院に僧堂を開単した頃であった。妙心寺山内に「般若林」という学林ができたため、そこに通って漢籍や禅籍の素読などを学んだと伝わる。

### 千葉俊崖 西山禾山 中川大宝 儀山善来
1873年、建仁寺塔頭の両足院の千葉俊崖師に就き、学問と修行に励む。ここで後に建仁寺派管長となる竹田黙雷と知り合う。その後黙雷とは知友となる。しかし1875年に俊崖師が遷化して建仁寺山内の「群玉林」での学林生活は終わった。
1876年、師匠の越渓の命令で愛媛県八幡浜の大法寺に行き、越渓の法嗣弟子西山禾山について修行をするが、僅かな日数で挫折して、その後、越渓の許可を得て滋賀県三井寺の中川大宝律師に就き倶舎論を研究する。この三井寺での勉学中に、当時阪上真浄(後の臨済宗大学初代学長)が住職をしていた、永雲寺（大徳寺派）に1年ほど滞在した。その縁もあり、後に宗演は臨済宗大学(後の花園大学)第二代学長となった。
1877年、再び越渓の命を受けて、備前岡山の名刹・曹源寺の儀山善来に就き修禅することとなった。儀山善来は、宗演の得度師匠である越渓守謙、そして円覚寺で替わって師匠となった今北洪川の二人の師匠でもあった。宗演が師事した頃、既に儀山善来は76歳の老境であったが、提唱および参禅の指導を受けたのである。

### 師の今北洪川 印可証明 福沢諭吉の慶応 セイロン
1878年、宗演は秋に鎌倉円覚寺の今北洪川に参じて修行。それから5年後の1883年、洪川は宗演に「若の演禅士、力を参学に用いること久し。既に余の室内の大事を尽くす、乃ち偈を投じて、長時苦屈の情を伸暢す。老僧、祝著に勝えず。其の韻を用いて即ち証明の意を示す」と題した印可証明の偈をおくっている。宗演が満23歳の時である。
1884年、宗演は鎌倉円覚寺内にある北条時宗公を祀る塔頭寺院、仏日庵の住職となり、神奈川県横浜市永田にある寶林寺で『禅海一瀾』を提唱した。
1885年、慶應義塾に入った。慶應へ行くことに洪川は反対したが、鳥尾得庵等の助けもあり、なんとか入学した。ここで福沢諭吉とも緑が出来、親交は長く続くこととなった。
1887年、慶應義塾別科で学んだあと、セイロン（現在のスリランカ）に行って仏教の原典を学ぼうとした。当時のセイロン行きは文字通りの命がけであった。これにも洪川は猛反対したが、山岡鉄舟や福沢諭吉等の助けもあり、セイロン行きを敢行した。渡航に関して、福沢諭吉からは「汝道に志す、よろしくセイロンに渡航して源流を遡るべく、志や翻すべからず」と勧められ、山岡鉄舟には「和尚の目は鋭過ぎる、もっと馬鹿にならねばいかん」と言われた。そして1887年3月31日、コロンボに到着。パーリ語を学び、僧院で修行し、同年5月7日に沙弥として出家。パンニャーケートゥの法名をもらい、セイロンの袈裟に着替え、1889年10月に帰国した。
セイロン滞在中の1889年に『西南之仏教』を刊行。そのなかで北方仏教と南方仏教という二分法を、東北仏教と西南仏教、さらに小乗仏教と大乗仏教と言い換えた。セイロン、シャム、ビルマ、カンボジアを小乗、支那、朝鮮、蒙古、満洲、韃靼、西蔵等を大乗仏教としている。

### 円覚寺派管長 万国宗教会議
1889年、帰国後に永田寶林寺道場に於いて、初めて師家として修禅者を指導する。
1892年1月16日に師匠の今北洪川が遷化。これに伴い、宗演は塔頭仏日庵住職を辞して円覚寺に住し、円覚寺派の公選により、満32歳の若さで円覚寺派管長並びに円覚寺派専門道場師家に就任する。
シカゴ万国博覧会 (1893年)の一環として開催された万国宗教会議に臨済宗の代表として出席することになり、福沢諭吉の賛助も得て、無事に資金も調達して8月に横浜を発ち、十数日の船旅でバンクーバー (ワシントン州)に到着した。会議は9月11日から17日間行われた。宗演は2回にわたり演説し、第1回の演説は「仏教の要旨並びに因果法」と題して、仏陀の教えの基本は因果の法であると説いた。宗演の演説を聞いた著名な仏教学者、ポール・ケーラス（アメリカの哲学者で仏教研究家）が深く感銘を受けたことが縁となり、宗演が帰国した後にケーラスは「英語に堪能な者を派遣して欲しい」と依頼した。そこで宗演は修行していた居士の鈴木大拙を渡米させた。大拙はその後、ケーラスの下で翻訳等の仕事を手伝うことになった。
1902年、シカゴ万国宗教会議において通訳を務めた野村洋三の紹介によって、サンフランシスコの実業家アレクサンダー・ラッセルの妻アイダと、その友人ら一行が円覚寺を訪ね、山内の正伝庵に滞在しながら宗演に参禅することとなった。外国人が来日して参禅するのはこれが初といわれる。帰国するまでの間、一行は熱心に参禅したという。翌年の1903年には、建長寺派全派の要請により管長を兼務することとなる。1904年、日露戦争が勃発。宗演は建長寺派管長の資格を以て第一師団司令部に従属し、満州に従軍布教をなす。

### 東慶寺そしてルーズベルトとの会見 各国歴訪
1905年、円覚寺派管長職と建長寺派管長職を共に辞して、鎌倉の円覚寺派の東慶寺の住職となる。この時、円覚寺派の管長に就任したのは、宗演の円覚寺修行時代の兄弟子である宮路宗海(相国寺・荻野独園の法嗣)であった。宗演は、以前来日して宗演に参禅していたアイダ・ラッセルの勧めもあり、6月に通訳として鈴木大拙、侍者として千崎如幻を伴い再び渡米した。サンフランシスコのラッセル邸に約9ヶ月滞在し、禅の指導をすることになった。アイダは禅の実践を学んだ初めてのアメリカ人となった。
1906年、サンフランシスコで新年を迎え、その後、代理公使日置益とともにワシントンでルーズベルト大統領と会見。鈴木大拙の通訳を介し、世界平和について語り合ったといわれる。そしてアメリカからの帰りには足を延ばし、ロンドンでは大倉組の門野重九郎に会い、ほか欧州各都市、スリランカ、インドなどアジアを歴訪し、香港にも立ち寄って、翌年の1906年8月に帰国した。同年11月には、徳富蘇峰、野田大塊、早川雪堂らによって「碧巌会」が結成され、多くの名士が毎月、宗演の碧巌録提唱に聞き入った。

### 二度目の円覚寺管長から遷化まで
1911年、朝鮮を約1ヶ月巡錫、翌年には満洲を巡錫、さらに1913年には台湾を巡錫した。1914年、臨済宗大学(後の花園大学)第二代学長に就任。1917年まで学長を務めた。
1916年、円覚寺派管長に再び選ばれた。この時は法嗣弟子の古川堯道を僧堂師家に任じて、自らは管長職のみ務めた。同年10月、『碧巌録』を講了したので碧巌会を閉じた。12月9日には弟子である夏目漱石の葬儀の導師を引き受けた。戒名も宗演が授けている。1917年には中華民国を約3ヶ月にわたって巡錫した。
1919年、肺炎のため遷化。世寿61。

## 釈宗演の法嗣
- 古川堯道(堯道慧訓)　第6・8代円覚寺派管長
- 棲梧寶嶽(寶嶽慈興)　第9代円覚寺派管長
- 太田晦厳(晦厳常正)　第7代円覚寺派管長、第8代大徳寺派管長
- 間宮英宗(英宗義雄)　第2代方広寺派管長
- 釈大眉(大眉敬俊)　第4代国泰寺派管長
- 釈宗活(輟翁宗活)　弟子に後藤瑞巌がいる
- 円山慧勘(太嶺慧勘)
- 大亀宋達

## 参禅した主な居士の弟子
- 鈴木大拙（生没 1870年 - 1966年）仏教学者、哲学者
- 夏目漱石（生没 1867年 - 1916年）小説家、英文学者
- 徳川慶久（生没 1884年 - 1922年）政治家
- 前田利為（生没 1885年 - 1942年）陸軍大将
- 松平直亮（生没 1885年 - 1942年）農業経営者、政治家
- 濱口雄幸（生没 1870年 - 1931年）第27代内閣総理大臣
- 野田卯太郎（生没 1853年 - 1927年）実業家、衆議院議員、逓信大臣、商工大臣
- 伊沢修二（生没 1851年 - 1917年）教育者、吃音矯正の第一人[13]

## 著述

### 著書
- 西南之佛敎（博文堂、1889年）
- 錫崘島志（弘教書院、1890年）
- 萬國宗敎大會一覧（鴻盟社、1893年）
- 蒼龍窟年譜（東京築地活版製造所、1894年）
- 提唱十牛圖（経世書院、1896年）
- 佛祖三経講義（貝葉書院、1897年）
- 寶鏡三昧講義（光融館、1897年）
- 金剛經講義（光融館、1900年）
- 禪海一瀾講義（経世書院、1901年、正覺會、1902年）
- 四料簡講話（鴻盟社、1903年）
- 降魔日史（金港堂書籍、1904年）
- Sermons of a buddhist abbot（THE OPEN COURT PUBLISHING COMPANY、1906年）
- 信心銘講話（鴻盟社、1907年）
- 閑葛藤（民友社、1907年）
- 釈宗演『欧米雲水記』金港堂、1907年。
- 評釋静坐のすすめ（光融館、1908年）
- 筌蹄録（弘道館、1909年）
- 一字不説（光融館、1909年）
- 勇猛精進（堀場金次郎、1910年）
- 佛教家庭講話（光融館、1912年）
- 坐禪和讃講話（光融館、1912年）
- 修養の枝折（南満洲鐵道庶務課、1913年）
- 金剛般若波羅密多経（光融館、1914年）
- 拈華微笑（丙午出版社、1915年）
- 維摩經提唱 第1～第3輯（至道庵出版、1915年）
- 碧巌録講話 上巻（光融館、1915年）
- 世の外（光融館、1916年）
- 金剛經蛇足（圓覺寺、1916年）
- 宗演禪話（榮文舘書房、1916年）
- 碧巌録講話 下巻（光融館、1916年）
- 臨機應變（文昌堂・明文堂、1917年）
- 箇中の樂地（東亞堂書房、1917年）
- 禪海一瀾講話（光融館、1918年）
- 觀音經講話（光融館、1918年）
- 燕雲楚水 楞伽道人手記（東慶寺、1918年）
- 校訂臨済録（森江書店、1918年）
- 無門關講義（光融館、1919年）
- 叩けよ開かれん（小西書店、1919年）
- 和顔愛語（博文館、1919年）
- 快人快馬（日新閣、1919年）
- 楞伽漫録 巻1-5（楞伽會、1920年）
- 心の眼を開け（富文堂書店、1920年）
- 靜裡聽來（日本圖書出版、1920年）
- 最後の一喝（帝國出版協會、1920年）
- 十牛図講図（光融館、1920年）
- 楞伽窟歌集（東京堂、1921年）
- 解脱の生活（敎文社、1921年） ※竹田黙雷、菅原時保と共著
- 無説集（東慶寺、1925年）
- 菜根譚講話（京文社書店、1926年）
- 求めよ與へられん（中央出版社、1927年）
- 禪の眞髄（生死解脱心眼開發）（中央出版社、1928年）
- 『釈宗演全集』10巻（平凡社、1929年 – 1930年）
- 禪の解剖（肉と血と皮）（中央出版社、1931年）
- 以心傳心教外別傳 達磨の足跡（中央出版社、1931年）
- まあ座れ（京文社書店、1932年）
- 人生明るい世渡り（成光館書店、1933年）
- 禪に生きよ（京文社書店、1935年）
- 水雲行（佐藤禪忠、1935年）
- 禪的處世道（京文社書房、1938年）
- 禪話死生一如（大東出版社、1939年）
- 百萬人の禪（潮文閣、1940年）
- 達磨（文學書房、1941年）
- 肚を造れ（潮文閣、1941年）
- 禪（文學書房、1941年）
- 西遊日記（東慶寺、1941年）

主な新版
- 一日一話 菜根譚講話（文一出版、1960年／麗沢大学出版会、2008年） 篠田英雄編
- 菜根譚講話（鴻盟社、1978年）
- 禅海一瀾講話（岩波文庫、2018年10月）

師・今北洪川の漢文著作、解説：横田南嶺、校注後記：小川隆
- 観音経講話（春秋社、2018年11月）
- 禅に学ぶ明るい人生（国書刊行会、2019年）「人生明るい世渡り」を改題

### 書翰集
- 宗演禪師書翰集 （長尾大學編著 二松堂、1931年）

### 伝記
- 宗演禪師の面目 （長尾宗軾著 隆文館、1920年）
- 宗演禪師と其周圍 （長尾宗軾著 雄山閣、1923年）
- 楞伽窟年次傳 （釋敬俊編纂 大中寺、1942年）
- 釈宗演伝－禅とZENを伝えた明治の高僧 （井上禅定著 禅文化研究所、2000年)

- 新訳・釈宗演 『西遊日記』（大法輪閣、2001年。井上禅定監修、正木晃現代語訳、山田智信解説）
- 音読でこころにしみる菜根譚―釈宗演『菜根譚講話』（齋藤孝著 イーストプレス、2010年 ISBN 4781604323）
- 『釈宗演と明治　ZEN初めて海を渡る』（中島美千代著 ぷねうま舎、2018年5月）
- 『ZEN 釈宗演』（漫画 高島正嗣著 日経BP、2018年5月）

### 参考動画
- 釈宗演老師を思う 横田南嶺 花園大学
- 高浜遥なり2「釈宗演の人生を彩った人々」高浜町有線テレビ放送